# Макеев, Михаил Петрович
Михаил Петрович Макеев (11 (23) января 1840 — 2 (15) августа 1906) — русский военный деятель, генерал-лейтенант.

## Биография

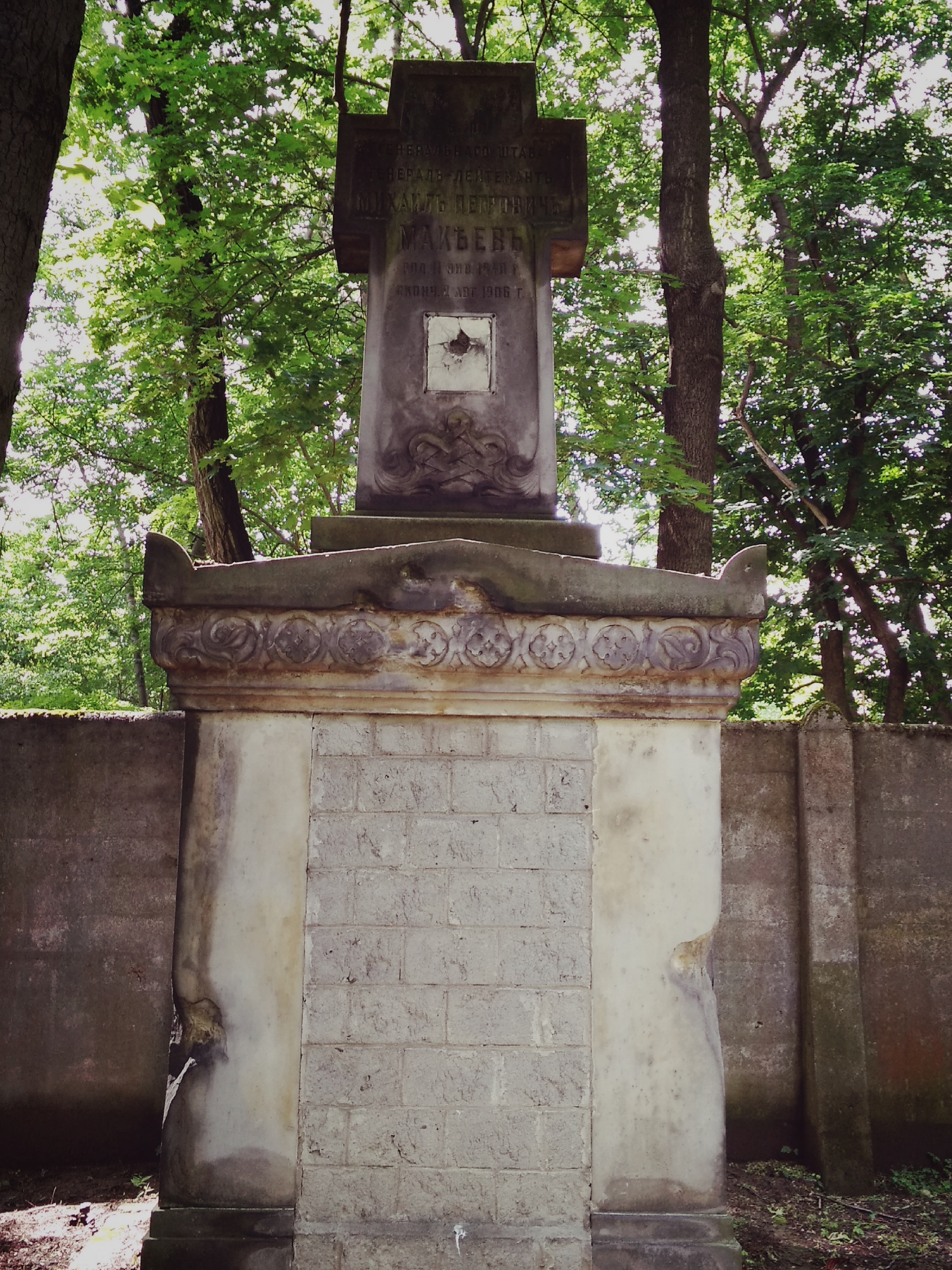
Памятник на могиле М. П. Макеева на Православном кладбище Варшавы

После окончания 1-го Московского кадетского корпуса в 1857 году произведён подпоручики. В 1859 году произведён в поручики. В 1863 году произведён в штабс-капитаны.
В 1868 году после окончания Николаевской военной академии был назначен старшим адъютантом штаба 30-й пехотной дивизии, с 1869 года 38-й пехотной дивизии, с производством в капитаны Генерального штаба.
В 1872 году был назначен штаб-офицером при штабе Кавказского военного округа. В 1873 году произведён в подполковники и назначен был помощником начальника штаба Кубанского казачьего войска. В 1876 году был назначен начальником штаба 39-й пехотной дивизии. В 1877 году произведён в полковники. Участник Русско-турецкой войны.
В 1878 году был назначен командиром 149-го Черноморского пехотного полка, в 1883 году — 43-го Охотского пехотного полка, в 1884 году — 59-го Люблинского пехотного полка, в 1889 году — 60-го Замосцкого пехотного полка.
В 1892 году произведён в генерал-майоры и назначен командиром 2-й бригады 2-й пехотной дивизии. В 1892 году был назначен начальником штаба Брест-Литовской крепости. С 1896 года — начальник штаба Новогеоргиевской крепости. В 1898 году был высочайше назначен комендантом Очаковской крепости. В 1901 году произведён в генерал-лейтенанты.